# Palais du Belvédère (Vienne)
Pour les articles homonymes, voir Palais du Belvédère et Belvédère.
Le palais du Belvédère (en allemand Schloss Belvedere) est l'un des plus grands palais baroques de Vienne, situé dans le troisième arrondissement (Landstrasse) de la ville. Le 15 mai 1955, le Traité d'État autrichien, par lequel l'Autriche retrouvait son indépendance après la Seconde Guerre mondiale, y fut signé. Son architecture est du style baroque. Il a été construit par Lukas von Hildebrandt.

## Architecture
L'édifice fut bâti par Johann Lukas von Hildebrandt de 1714 à 1723 pour le prince Eugène de Savoie-Carignan. C'est un belvédère typique, la partie surélevée surmontant le parc étant appelée Belvédère supérieur, le Belvédère inférieur, lui faisant face, étant constitué notamment d'une orangerie et d'écuries. Depuis 1903, il héberge un musée, notamment la collection Gustav Klimt.

### Les jardins

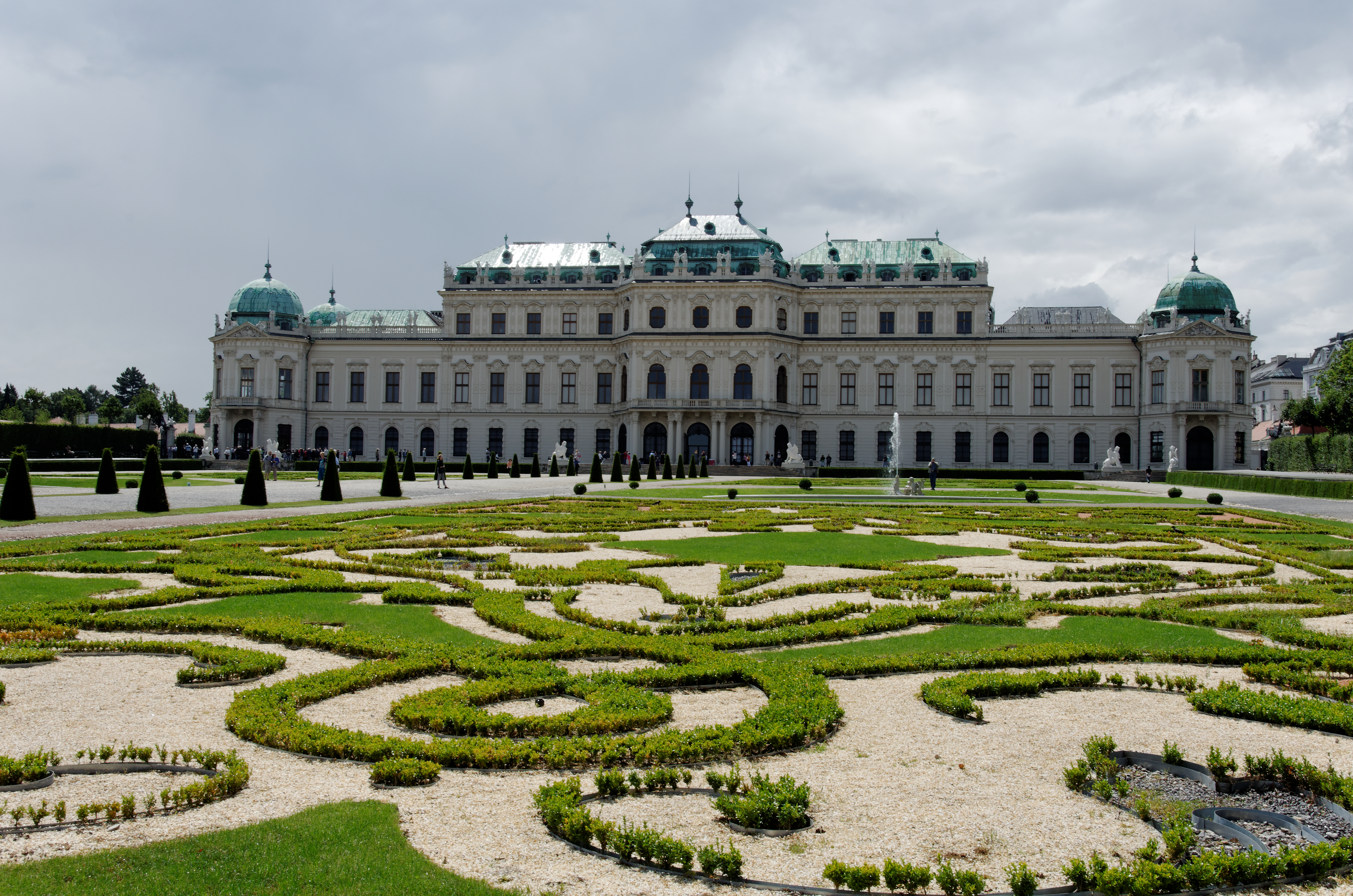
Vue nord du Belvédère supérieur (côté jardins)

L'ordonnancement des jardins développe des allusions ésotériques. Le jardin le plus bas évoque les quatre éléments, celui du milieu le Parnasse (la montagne des Muses) et le plus haut le séjour des dieux, l'Olympe.

### Le Belvédère supérieur

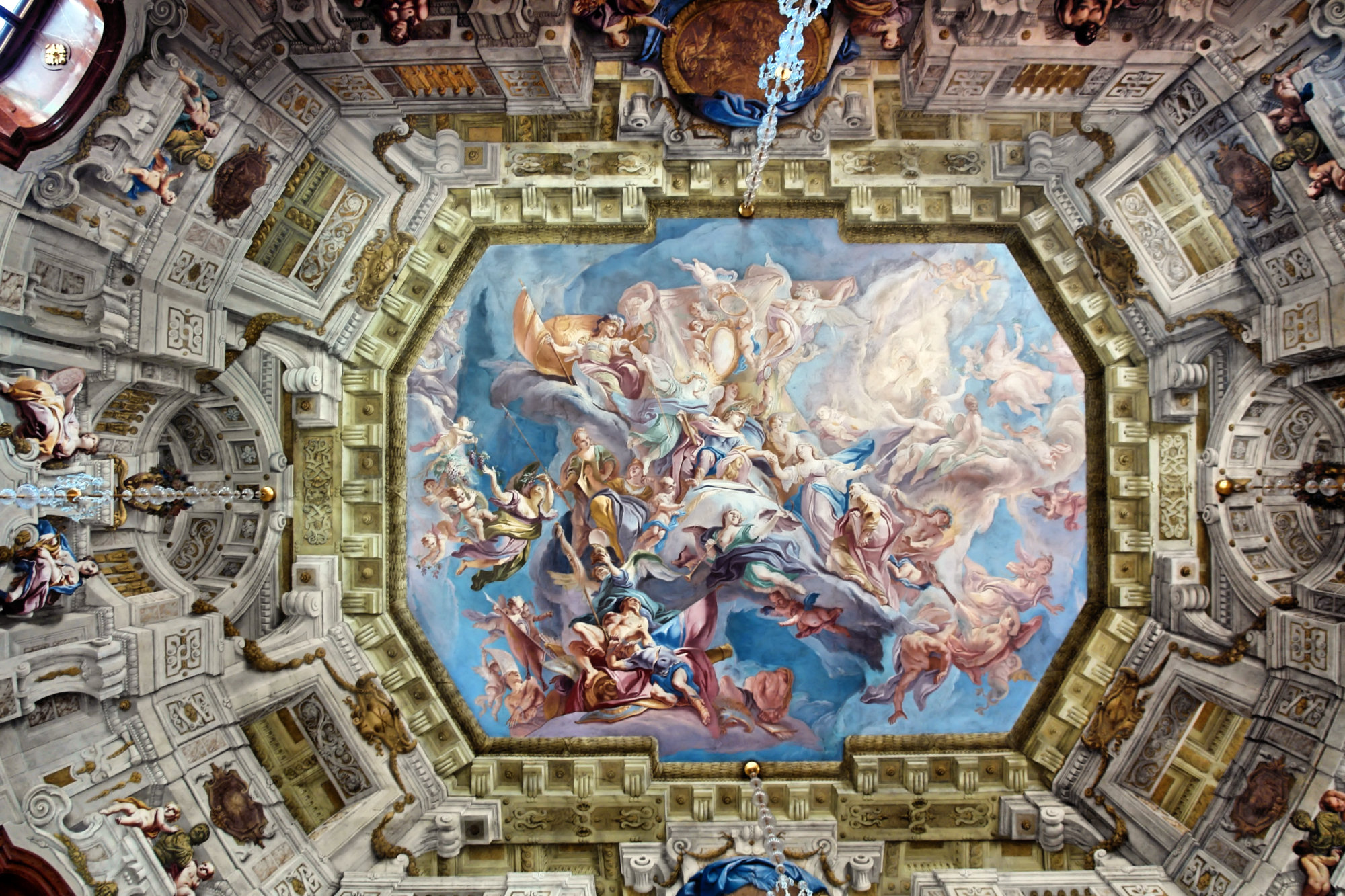
Fresque du plafond de la grande Salle de Marbre par Martino Altomonte

Au sommet des jardins, le Belvédère supérieur présente une façade extrêmement élaborée, empreinte d'influences orientales. Bâti pour servir de cadre aux fêtes éblouissantes organisées par son propriétaire, il devait, plus encore que le Belvédère inférieur, témoigner de la grandeur du prince Eugène. Outre la somptuosité de sa chapelle, du vestibule des atlantes ou de la grande salle de Marbre, sa visite permet de découvrir les trésors de la galerie d'art autrichien des xixe et xxe siècles.

### Le Belvédère inférieur

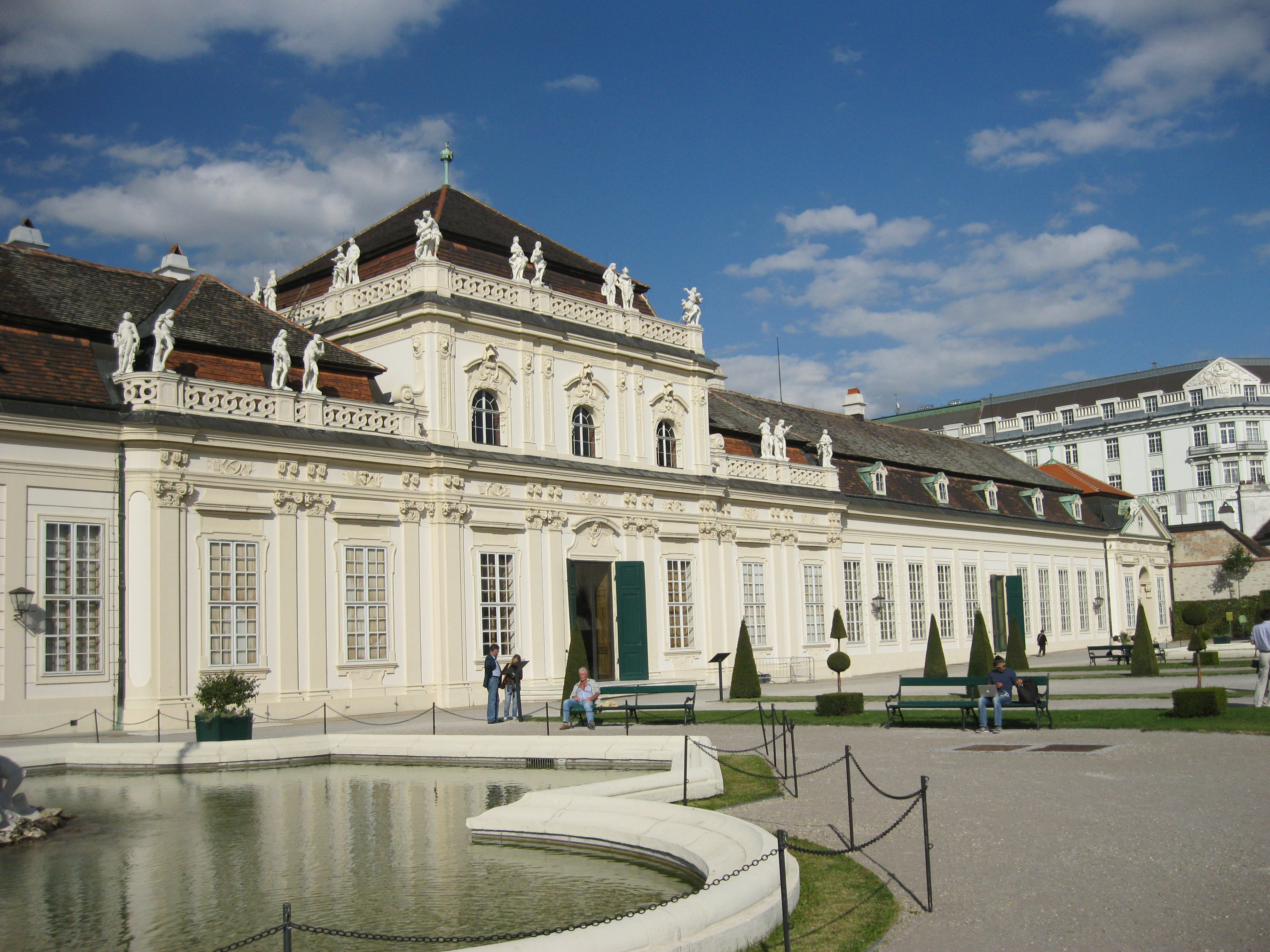
Vue du Belvédère inférieur

Le Belvédère inférieur est l'endroit où vivait le prince Eugène de Savoie. Il fut ouvert au public en 1811 pour présenter la collection impériale de peintures et abrite aujourd'hui le musée d'art baroque autrichien (voir Österreichische Galerie Belvedere). Ses collections regroupent les œuvres des artistes qui façonnèrent Vienne à son âge d'or.

## Vues des façades

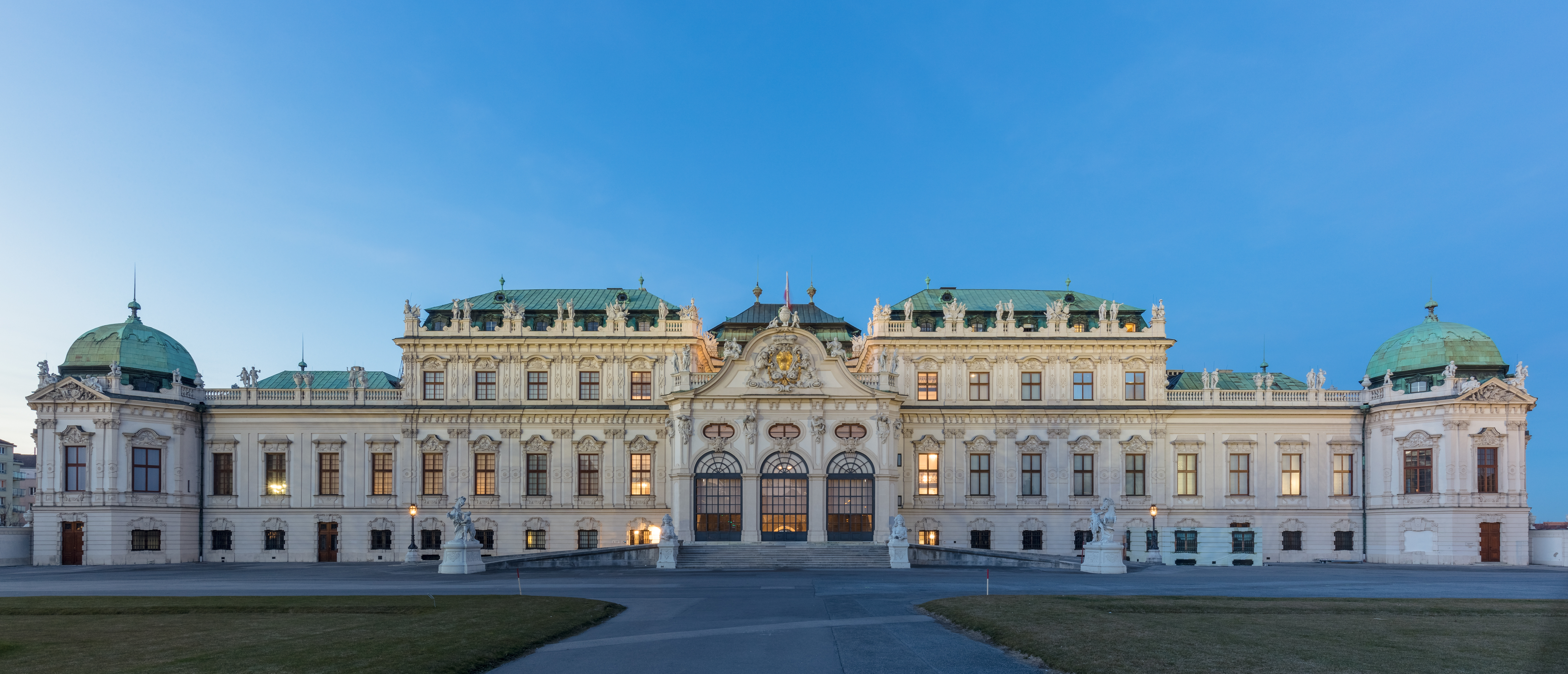
Le palais du belvédère, autre vue générale. Février 2020.

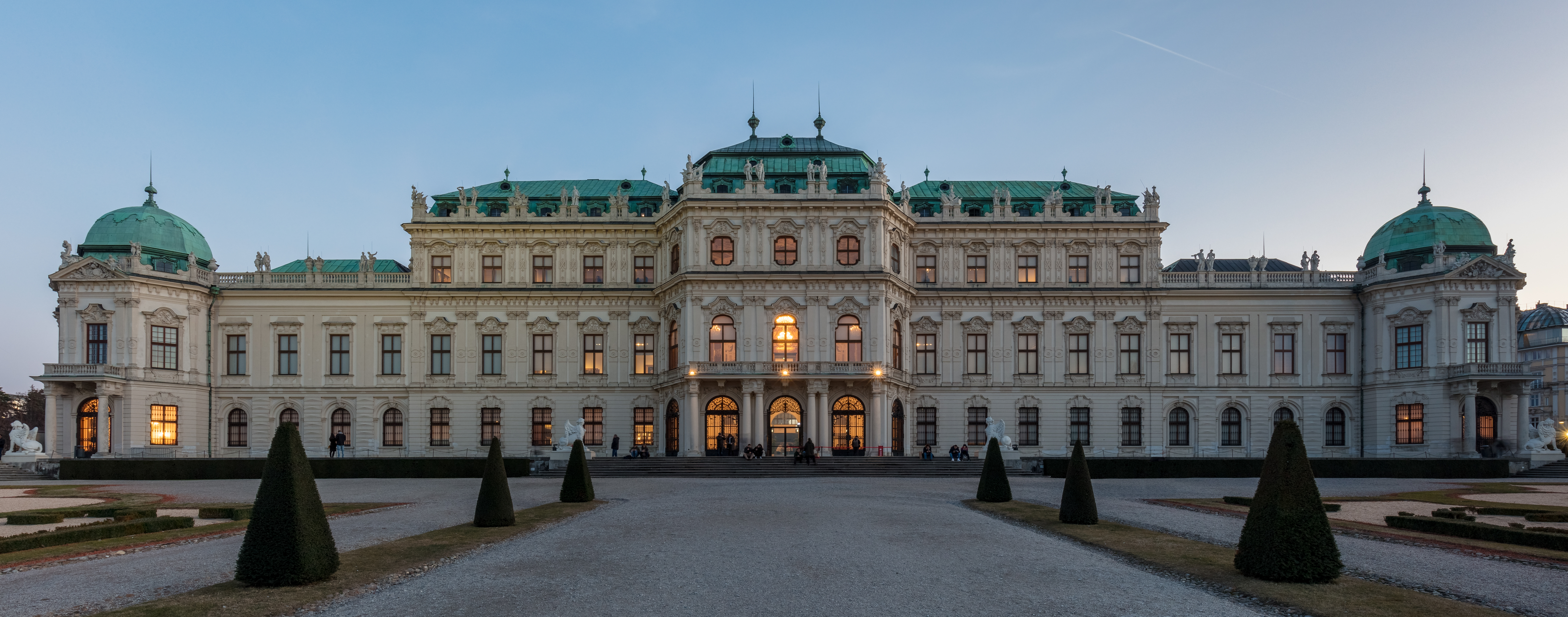
Le palais du belvédère, autre vue générale. Février 2020.

## Le musée
Parmi les quelque 420 œuvres du musée :
- des « têtes grimaçantes » du sculpteur Franz Xaver Messerschmidt ;
- divers artistes de la période Biedermeier.

Le musée expose également plusieurs tableaux de l'époque Tournant du Siècle et Sécession viennoise :
- Giovanni Segantini : Die bösen Mütter (1894) ;
- Gustav Klimt : Le Baiser (1907) ;
- Gustav Klimt : Judith I (1901) ;
- Egon Schiele : Der Rainerbub (1910) ;
- Oskar Kokoschka : Bildnis des Malers Karl Moll (1913) ;
- Koloman Moser : Autoportrait (1916) ;
- Carl Moll.

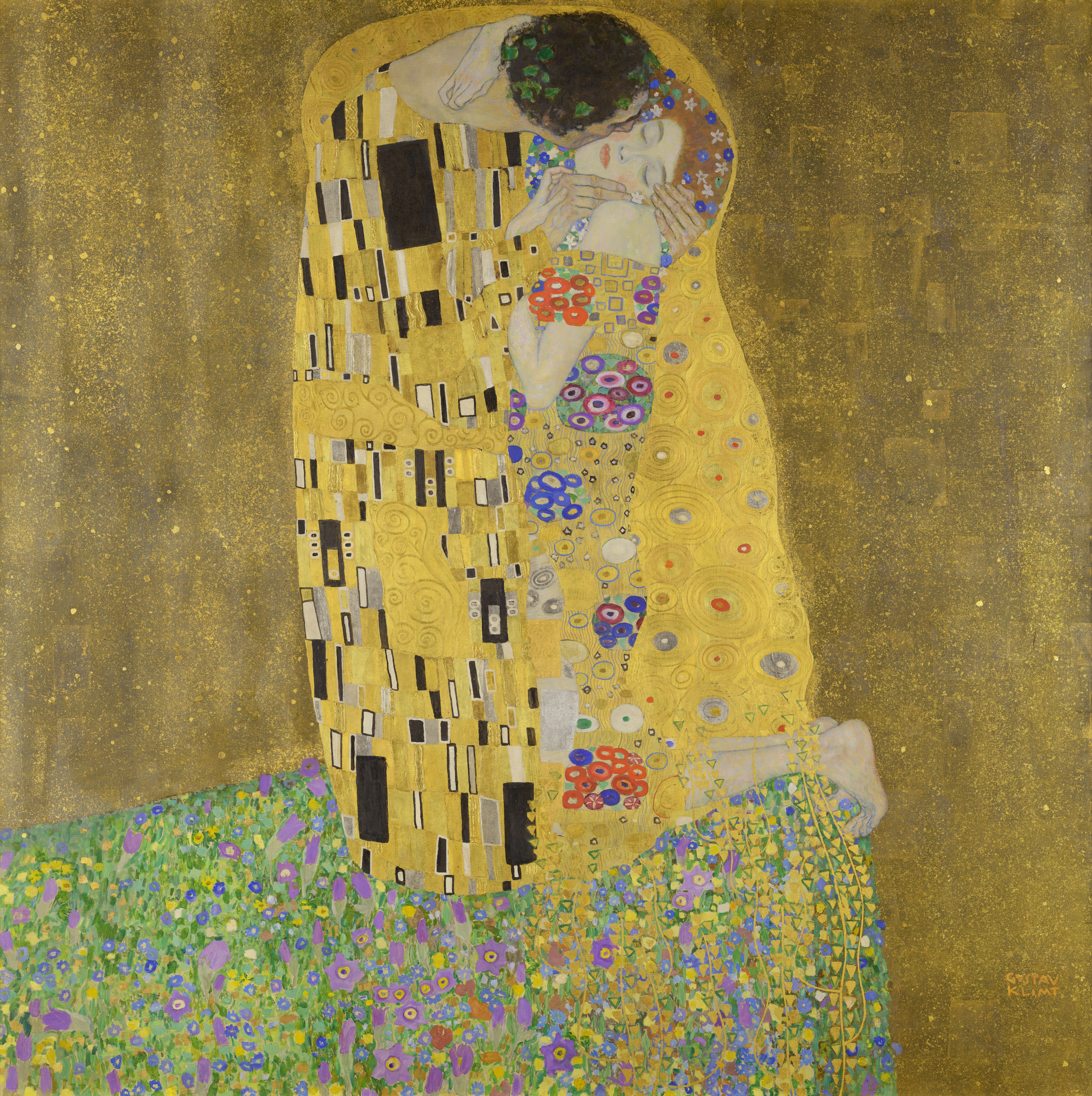
Le Baiser de Gustav Klimt
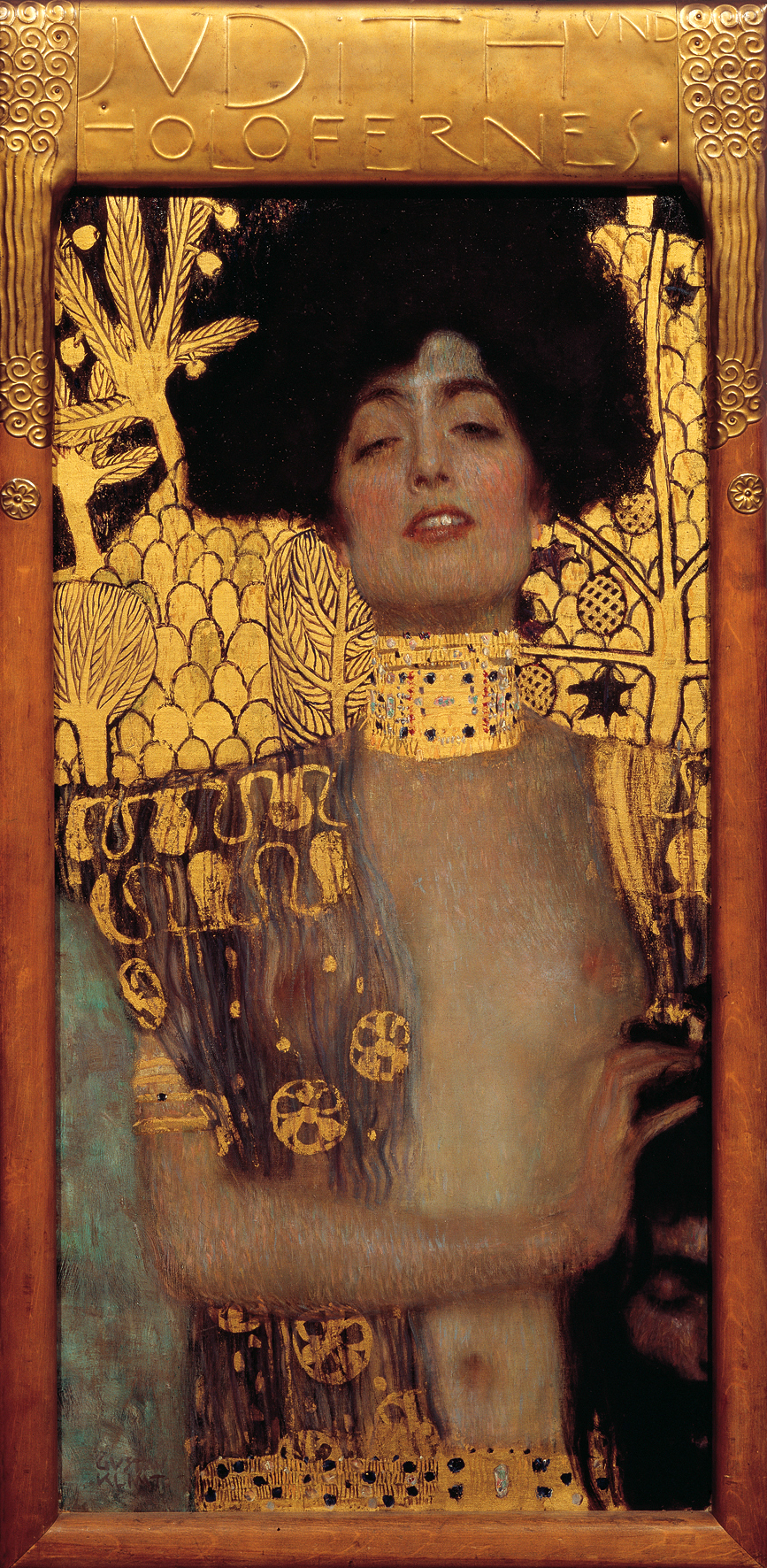
Judith I de Gustav Klimt

## Autres
Le 15 mai 1955, le traité d'État autrichien y est signé entre les Alliés et le gouvernement autrichien, mettant fin à l'occupation de l'Autriche après la Seconde Guerre mondiale.

## Numismatique

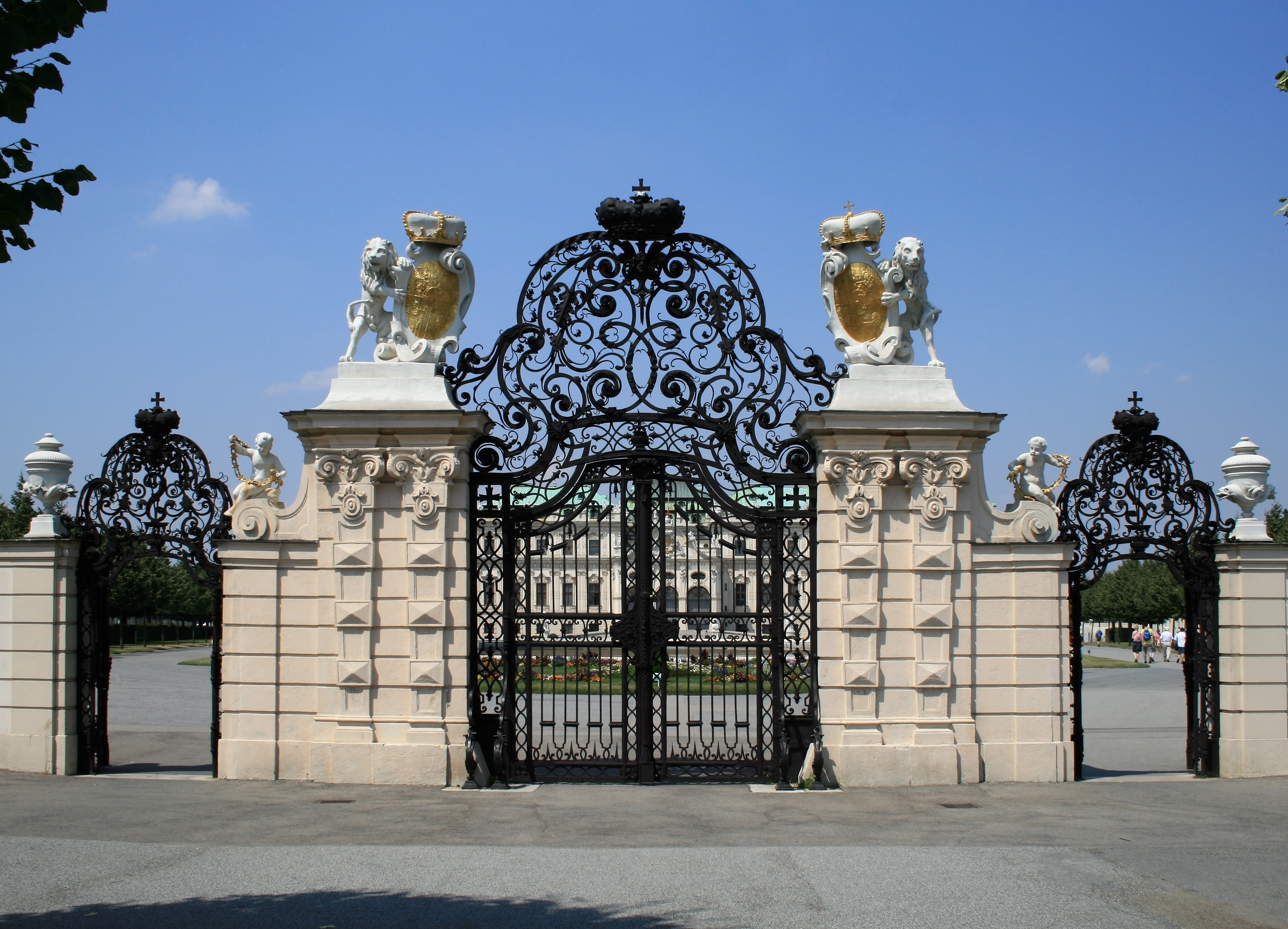
Portail du palais du Belvédère

Le palais du Belvédère (en particulier le portail) est représenté sur la pièce autrichienne de 0,20 €.